# Diprotodon
Diprotodon är ett släkte utdöda däggdjur som inkluderade de största kända pungdjuren. De är nära släkt med vombater och räknas som dessa till ordningen fåframtandade pungdjur. Släktet Diprotodon består av fyra arter.

## Beskrivning
Den grova kroppsbyggnaden kan jämföras med noshörningar utan horn. Fötterna var utrustade med klor och därför antas att de grävde efter rötter. Den största arten, Diprotodon optatum, nådde en mankhöjd upp till två meter, en kroppslängd upp till tre meter samt en vikt upp till c:a 2,5 ton. Diprotodon minor var ungefär en tredjedel mindre.

## Utbredning
Fossil av Diprotodon hittades i nästan hela Australien, främst i kontinentens södra delar med undantag av Tasmanien. Däremot hittades ben på King Island som ligger nära Tasmanien. De mest kända fynden kommer från saltträsket Callabonna i södra Australien. Där hittades även rester av individer från familjen Dromornithidae som tillhör andfåglarna. Diprotodon levde huvudsakligen under pleistocen för 1,6 miljoner år sedan, de dog ut för 45 000 till 25 000 år sedan. Fossil av Diprotodon optatum hittades i hela Australien men Diprotodon minor var troligen begränsade till kontinentens sydöstra del.

## Föda och levnadssätt
Diprotodon var troligen växtätare som levde av blad, rötter, kvistar och bark. Troligen åt de främst grova växter med taggar. I nämnda saltträsk upptäcktes rester av djurens maginnehåll med sodaörter (Salsola) och andra amarantväxter. I vissa fall hittades fossil av flera individer vid samma ställe och därför antas att de levde i grupper. Liksom hos vombater hade deras pung öppningen bakåt. Diprotodon jagades troligen av ödlesläktet Megalania.